# Itaobim
Itaobim é um município brasileiro no interior do estado de Minas Gerais, Região Sudeste do país. Localiza-se no Vale do Jequitinhonha e sua população em 2022 era de 19 151 habitantes.

## História

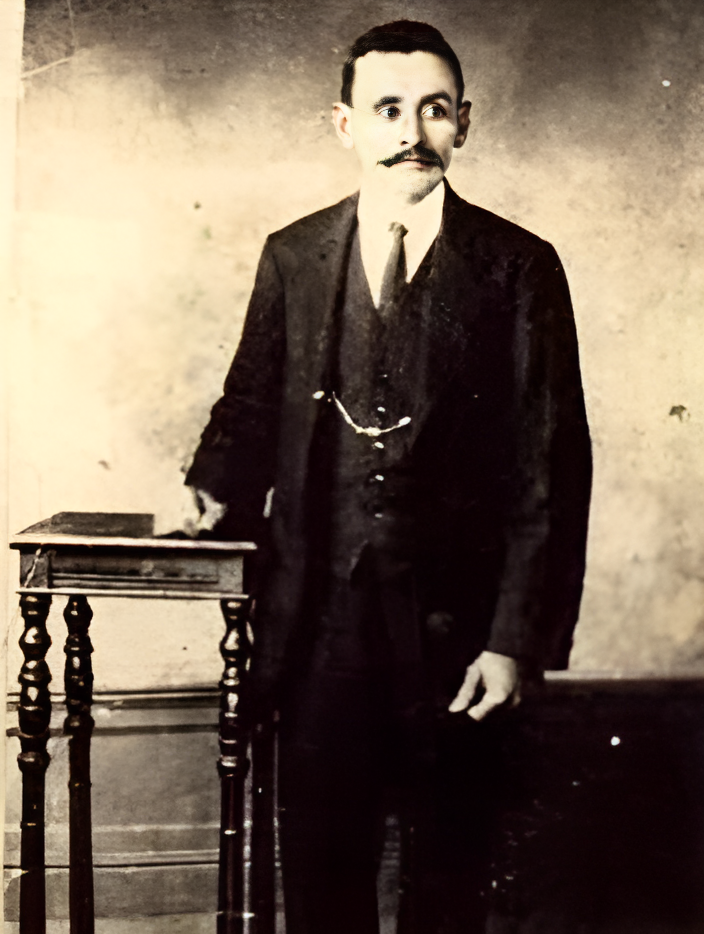
José Fernandes Ribeiro, fundador de Itaobim

Em 1913 existia o povoado de São Roque, que no princípio daquele ano, fora elevado à categoria de distrito. Poucas dezenas de casas localizadas na foz do ribeirão São Roque (à margem esquerda do rio Jequitinhonha), abrigaram uma pequena população, que julgando feliz na tranquilidade absoluta dos domínios da quietude, vegetava sem ambições em um ambiente taciturno e calmo, comum e próprio do império da monotonia.
Em 1919 a 19 de janeiro, o Jequitinhonha ameaçou destruir a pequena povoação, e houve naquela época a primeira inundação, que tornou-se comentada na história do vilarejo, pelo dano causado, deixando ainda em determinados pontos à marca da altura atingida pelas águas! Verdadeira advertência sinalizando perigo.
Em 1928, às 5 horas da manhã de 28 de janeiro, o Jequitinhonha, seguindo o seu caminho, jogava a sobra imensa do volume de suas águas pelas ruas do povoado tranquilo, atingindo em grande altura toda a planície circunvizinha! Expulsando do local seu moradores.
Aflição! Gritos! Clamores! A população ainda em pânico, encontrou lugar de refugio em um planalto a alguns quilômetros dali, e surgiu ali as primeiras casas de um novo lugarejo, que saindo da rotina, não mais parou de crescer, e em situação privilegiada é hoje a florescente cidade de Itaobim!
Em 1963, é emancipada e se torna oficialmente a cidade de Itaobim, que na língua Tupi significa Itá = Pedra e Oby = Verde. Esse topônimo foi escolhido pelos munícipes em razão de haver, nas cercanias da cidade, uma serra formada de pedras com tonalidade verde.

## Geografia
De acordo com a divisão regional vigente desde 2017, instituída pelo IBGE, o município pertence às Regiões Geográficas Intermediária e Imediata de Teófilo Otoni. Até então, com a vigência das divisões em microrregiões e mesorregiões, fazia parte da microrregião de Pedra Azul, que por sua vez estava incluída na mesorregião do Jequitinhonha. Localizada a 620 km de Belo Horizonte, a cidade, antiga rota dos bandeirantes, está em um entroncamento estratégico das rodovias BR-116 (Rio-Bahia), BR-367 (Norte de Minas) e BR- 327 (Sul da Bahia).
O município é conhecido pelo clima ensolarado o ano todo, com temperatura média de 25 °C. O inverno é seco e o verão chuvoso. Segundo dados do Instituto Nacional de Meteorologia (INMET), desde setembro de 2007 a menor temperatura registrada em Itaobim foi de 7,3 °C em 20 de maio de 2022, e a maior atingiu 42,8 °C em 19 de novembro de 2023, durante uma onda de calor intensa. O maior acumulado de precipitação em 24 horas foi de 100,4 milímetros (mm) em 8 de dezembro de 2007. A maior rajada de vento alcançou 24,7 m/s (88,9 km/h) em 7 de janeiro de 2018 e o menor índice de umidade relativa do ar (URA) foi registrado em 3 de outubro de 2020 e 14 de setembro de 2022, de apenas 9%.
| Dados climatológicos para Itaobim                                                                | Dados climatológicos para Itaobim | Dados climatológicos para Itaobim | Dados climatológicos para Itaobim | Dados climatológicos para Itaobim | Dados climatológicos para Itaobim | Dados climatológicos para Itaobim | Dados climatológicos para Itaobim | Dados climatológicos para Itaobim | Dados climatológicos para Itaobim | Dados climatológicos para Itaobim | Dados climatológicos para Itaobim | Dados climatológicos para Itaobim | Dados climatológicos para Itaobim |
| Mês                                                                                              | Jan                               | Fev                               | Mar                               | Abr                               | Mai                               | Jun                               | Jul                               | Ago                               | Set                               | Out                               | Nov                               | Dez                               | Ano                               |
| ------------------------------------------------------------------------------------------------ | --------------------------------- | --------------------------------- | --------------------------------- | --------------------------------- | --------------------------------- | --------------------------------- | --------------------------------- | --------------------------------- | --------------------------------- | --------------------------------- | --------------------------------- | --------------------------------- | --------------------------------- |
| Temperatura máxima recorde (°C)                                                                  | 42,3                              | 40,3                              | 41                                | 39,3                              | 38,1                              | 37,5                              | 37,1                              | 40,2                              | 41                                | 42,5                              | 42,8                              | 40,3                              | 42,8                              |
| Temperatura mínima recorde (°C)                                                                  | 18,8                              | 17,9                              | 18,6                              | 15,2                              | 7,3                               | 10,5                              | 10,6                              | 11,6                              | 12,2                              | 13,7                              | 15,6                              | 18,1                              | 7,3                               |
| Precipitação (mm)                                                                                | 131,4                             | 67,5                              | 76,9                              | 34,5                              | 15,9                              | 4,8                               | 7                                 | 6,6                               | 15,9                              | 63,3                              | 123,4                             | 152,8                             | 700                               |
| Fonte: Instituto Nacional de Meteorologia (INMET) (recordes de temperatura: 04/09/2007-presente) |                                   |                                   |                                   |                                   |                                   |                                   |                                   |                                   |                                   |                                   |                                   |                                   |                                   |

## Turismo
Localizada na região nordeste do Estado de Minas Gerais, em ponto geográfico estratégico entre o Sudeste e o Nordeste, entre Minas e Bahia, é cercada por serras que lhe servem de moldura natural e referência histórica.
A cidade é conhecida como "Terra da Manga", todos os anos a Prefeitura Municipal realiza a "Festa da Manga", que traz exposições de artesanato local, barracas de alimentação com comidas típicas, eleição da Rainha e Princesa da Manga, parque de diversões e shows com cantores e bandas de renome nacional e regional.
Itaobim é uma mistura de regionalismo com influências gauchas.
A partir de Itaobim, ainda é possível conhecer as riquezas de Minas Gerais e Bahia por estar localizada em um entroncamento estratégico das rodovias BR-116 (Rio-Bahia), BR-367 (Norte de Minas) e BR-327 (Sul da Bahia).